# سوزوکی گرند ویتارا
سوزوکی گرند ویتارا (به انگلیسی: Suzuki Grand Vitara) خودرویی است که از سال ۱۹۸۸ تاکنون در ژاپن تولید و در کانادا، اسپانیا، اکوادور و آرژانتین و از سال ۱۳۸۶ در ایران با نام گراند ویتارا مونتاژ شده‌است. گرند ویتارا در کلاس اس‌یووی‌های کوچک قرار دارد. این خودرو ۲ دیفرانسیل بوده و حالت ۴در۴ و AWD و دندهٔ کمک سنگین قابل انتخاب بوده و با گیربکس‌های ۵ دندهٔ دستی و ۴ دندهٔ خودکار عرضه می‌شود.
از محاسن این خودرو می‌توان ایمنی بالا و امکانات و آپشن‌های مناسبش را نام برد.
ویتارای عرضه‌شده توسط ایران خودرو در ایران، ابتدا به‌طور سفارشی برای ایران با پیشرانهٔ ۴ سیلندر و حجم ۱۹۹۱ سی‌سی با ۱۴۱ اسب بخار عرضه گردید اما با عدم استقبال از این موتور، از سال ۱۳۸۹ با پیشرانهٔ ۴ سیلندر با ۲۳۹۳ سی‌سی حجم موتور عرضه گردید. نسل سوم این خودرو از طراحی خوبی (در زمان عرضه سال ۲۰۰۶) بهره می‌برد و در طول عمرش تنها یک فیس لیفت کلی را تجربه کرد (که شرکت ایران خودرو پایان تولید را در دی ماه ۱۳۹۷ اعلام نمود)

## مشخصات فنی
- ۴سیلندر ۱۶سوپاپ
- حجم موتور: ۲۳۹۳ سی‌سی
- قدرت: ۱۶۹ اسب بخار در ۶۰۰۰ دور در دقیقه

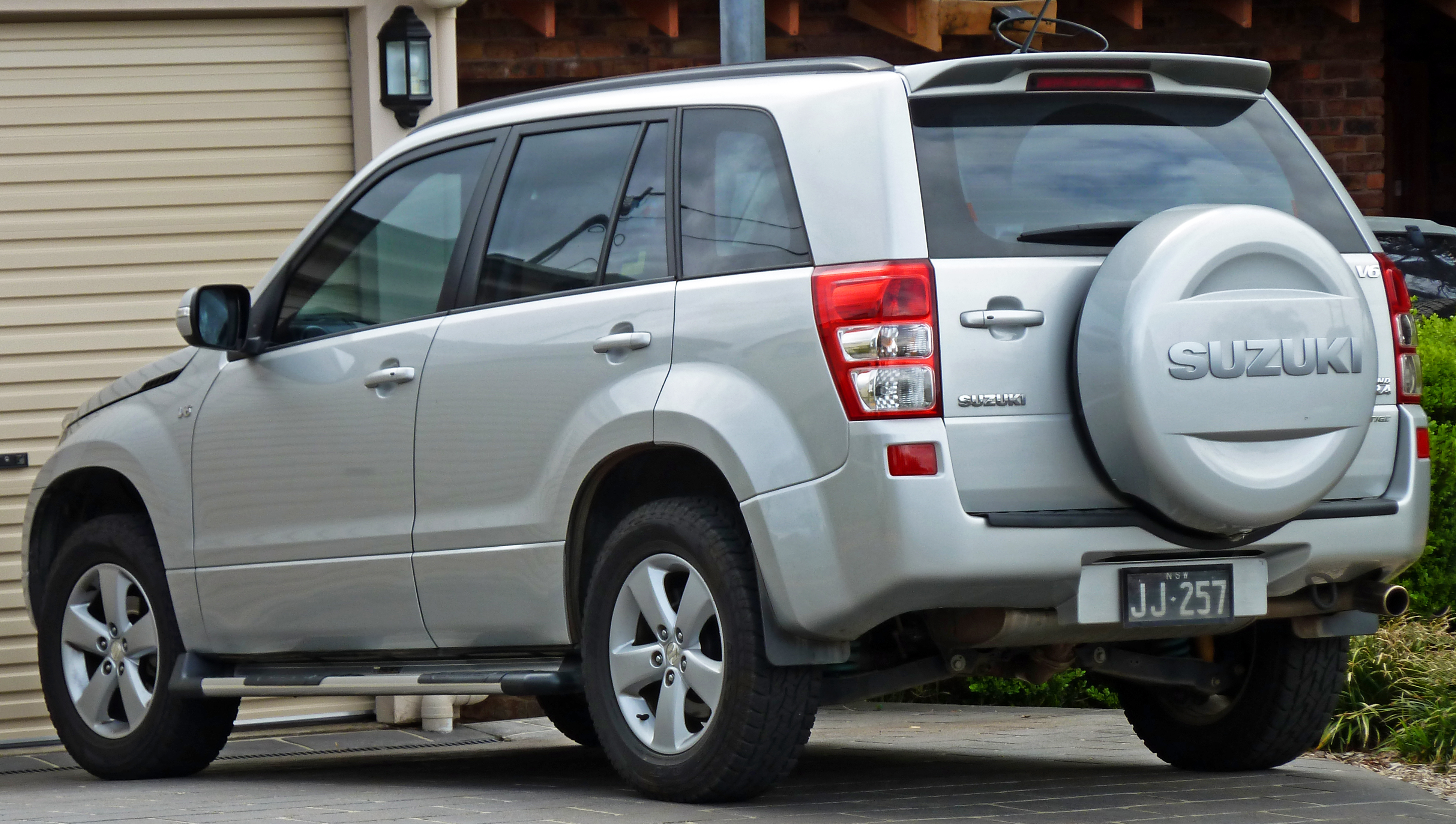
نمای عقب سوزوکی گرند ویتارا

- حداکثر سرعت: ۲۲۰ کیلومتر بر ساعت
- شتاب ۰ تا ۱۰۰: ۱۲ ثانیه
- وزن خالص: ۱۵۶۷ کیلوگرم
- حجم مخزن سوخت: ۶۶ لیتر

## نسل چهارم
نسل چهارم سوزوکی ویتارا (Suzuki Vitara) در سال ۲۰۱۴ موتور شو پاریس ارائه شد و در ۱۵ اکتبر ۲۰۱۵ به فروش رفت. در نسل چهارم نسبت به نسل سوم ۵ در ۳۲۵ میلی‌متر کوتاه‌تر، ۳۵ میلی‌متر عرض کمتر، ۸۵ میلی‌متر پایین‌تر و فاصلهٔ بین دو محور ۱۴۰ میلی‌متر کوتاه‌تر شده‌است. به همین دلیل یک کلاس کوچک‌تر شده و از کامپکت اس‌یووی به مینی اس‌یووی یا مینی کراس‌اوور تبدیل شده‌است، که در رده خودروهایی مانند رنو کپچر، هوندا اچ‌آر-وی، نیسان جوک و مزدا CX-3 قرار می‌گیرد.

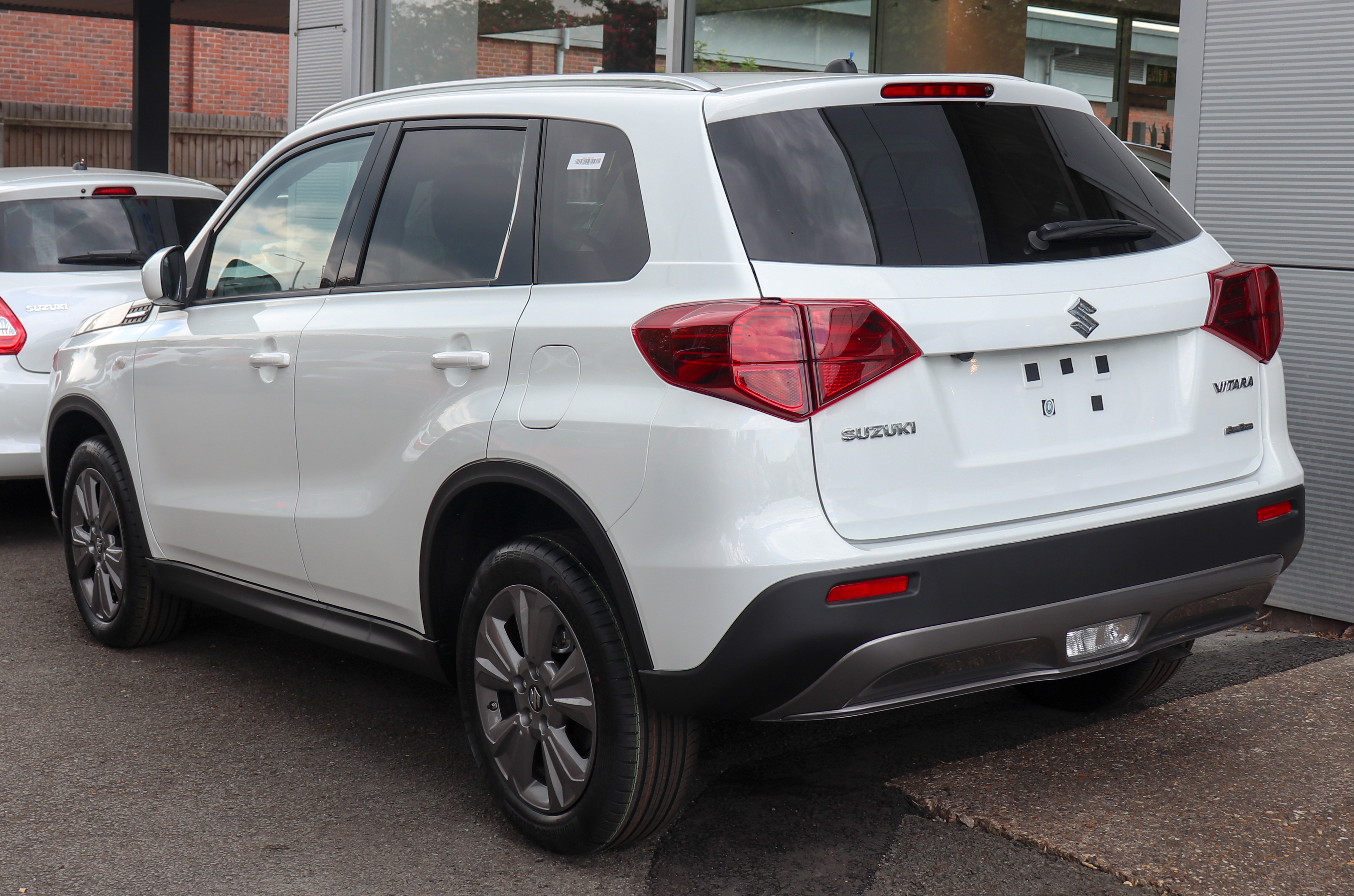
نمای عقب سوزوکی ویتارا نسل چهارم